# Gageite
La gageite è un minerale.